# The Presidio
The Presidio (Más fuerte que el odio en España, Presidio: La hora de los héroes en Perú y Presidio, la hora de los héroes en Uruguay) es una película de acción de 1988 dirigida por Peter Hyams y protagonizado por Sean Connery, Mark Harmon y Meg Ryan.

## Argumento
Jay Austin es un policía de la ciudad de San Francisco que años atrás trabajó como policía militar, pero que fue expulsado por varias cuestiones sin aclarar. Ahora se le asigna la investigación de un brutal asesinato que fue cometido en una instalación militar del ejército norteamericano llamada El Presidio.  Para poder realizar su investigación Austin tiene que trabajar con Alan Cadwell, un teniente coronel viejo conocido del policía. Ambos comparten un pasado común en el que incluso llegaron a estar enfrentados, por lo que no se llevan precisamente bien. Sin embargo ellos no tienen otra opción que unir fuerzas para poder llevar a cabo la investigación con éxito. Más tarde todo se complica aún más cuando Jay conoce a la hija de Alan, Donna Caldwell, de la cual se enamora.

## Reparto
| Actor             | Papel                       |
| ----------------- | --------------------------- |
| Sean Connery      | Tte. Coronel Alan Caldwell  |
| Mark Harmon       | Jay Austin                  |
| Meg Ryan          | Donna Caldwell              |
| Jack Warden       | Sargento Mayor Ross Maclure |
| Mark Blum         | Arthur Peale                |
| Dana Gladstone    | Coronel Paul Lawrence       |
| Jenette Goldstein | Patti Jean Lynch            |

## Producción
Al principio se diseñó la película para que Sean Connery y Don Johnson fuesen los protagonistas. Sin embargo Johnson tuvo que abandonar su papel en el film por problemas de agenda con Miami Vice. Por ello Mark Harmon fue traído como reemplazo en el último minuto. También cabe destacar que Marlon Brando rechazó el papel del Sargento Ross Maclure, por lo que Jack Warden ocupó su lugar.

## Recepción
En el presente, la película ha sido valorada en portales cinematográficos. En IMDb, por ejemplo, con aproximadamente 19 000 votos registrados el filme obtiene una media ponderada de 5,9 sobre 10.